# PRRS-Virus

Genomkarte von PRRSV

Mit PRRS-Virus (en. Betaarterivirus suid, früher auch Porcine reproductive and respiratory syndrome virus) werden zwei Spezies (Arten) von RNA-Viren aus der Familie der Arteriviridae, Unterfamilie Variarterivirinae bezeichnet. Ihr Genom hat eine Länge von ca. 15 Kilobasen mit 8 ORFs (Open reading frames). Sie sind die Erreger des Porcine Reproductive and Respiratory Syndrome (PRRS, Reproduktions- und Atemwegssyndrom der Schweine), auch als  Seuchenhafter Spätabort der Schweine (SSS), Swine infertility and respiratory syndrome (SIRS), Porcine epidemic abortion and respiratory syndrome (PEARS) bezeichnet.
Es gibt in der Gattung Betaarterivirus zwei Typen PRRS-Viren, PRRSV-1 (Untergattung Eurpobartevirus) und PRRSV-2 (Untergattung Ampobartevirus), deren Genom sich um 40 % unterscheidet. PRRSV-2 ist in Asien und den Amerikas verbreitet. Ein hoch pathogener PRRSV-2-Subtyp, HP-PRRSV, ist in Asien entstanden. Von PRRSV-1 gibt es drei Subtypen mit unterschiedlicher Verbreitung in Europa und Asien.
Als RNA-Viren zeigen PRRSV eine hohe Mutationsrate. Daher müssen Assays ständig angepasst werden und waren Impfungen bisher nicht erfolgreich. Allen Subtypen ist jedoch gemeinsam, dass sie ausschließlich bestimmte Makrophagen der Lunge befallen, nämlich solche, die den Membranrezeptor CD163 tragen. Dieser besteht aus mehreren perlschnurartig aufgereihten globulären Domänen, von denen die fünfte die Andockstelle für die Viruspartikel darstellt. Daher wurde mit der CRISPR/Cas-Methode eine Linie von Schweinen erzeugt, denen der Teil des Gens (Intron 7) für die CD163-Domäne 5 fehlt. In Zellkulturen von Makrophagen dieser Schweine konnten sich PRRSV jeglichen Subtyps nicht vermehren. Die Tiere, inzwischen in der dritten Generation, sind in Wachstum und Verhalten völlig normal – offenbar ist die CD163-Domäne 5 für den Organismus nicht lebensnotwendig –, und ließen sich mit einem virulenten Stamm von PRRSV-1 Subtyp 2 nicht infizieren (kein Fieber, keine Antikörper, Viren nicht nachweisbar).
Da die Genveränderung im CD163-Gen von einer natürlichen Mutation nicht unterscheidbar ist, ist zurzeit umstritten, ob diese Schweine als gentechnisch veränderter Organismus einzustufen sind.